# Sara Thunebro
Sara Thunebro (Eskilstuna, 26 april 1979) is een Zweedse voetbalspeelster. De verdedigster speelt voor Djurgården IF/Älvsjö in de Zweedse Damallsvenskan en in het Zweeds voetbalelftal.

## Carrière
Thunebro begon met voetballen toen ze zes jaar oud was, bij de voetbalclub Viljan IK. Tegenwoordig speelt ze voor Djurgården IF/Älvsjö in de Zweedse Damallsvenskan. Met Thunebro in het team, werden ze Zweeds kampioen in 2003 en 2004. Djurgårdens IF heeft ook de Zweedse beker gewonnen in 2004 en 2005 en waren gekwalificeerd voor de UEFA Women's Cup. Haar handelsmerk op het veld is haar witte haarband.

## Persoonlijk
Sara Thunebro werkt als secretaresse bij een bouwmachinefirma. Ze heeft een tweelingzus genaamd Johanna.